# マイ・ブルーベリー・ナイツ
『マイ・ブルーベリー・ナイツ』（My Blueberry Nights）は、2007年製作のウォン・カーウァイ監督の映画。
ウォン・カーウァイ初の英語作品であり、主演は歌手のノラ・ジョーンズ。第60回カンヌ国際映画祭のオープニング作品として上映。
日本では2008年3月22日より公開。

## ストーリー
恋人の心変わりで失恋したエリザベス。慰めてくれたのはカフェのオーナー、ジェレミーが焼くブルーベリーパイだった。しかし、それでも別れた彼を忘れられないエリザベスは、旅に出る。

## キャスト
| 役名                        | 俳優                     | 日本語吹替 |
| --------------------------- | ------------------------ | ---------- |
| エリザベス（リジー / ベス） | ノラ・ジョーンズ         | 東條加那子 |
| ジェレミー                  | ジュード・ロウ           | 平田広明   |
| アーニー・コープランド      | デヴィッド・ストラザーン | 伊藤和晃   |
| スー・リン・コープランド    | レイチェル・ワイズ       | 石塚理恵   |
| レスリー                    | ナタリー・ポートマン     | 坂本真綾   |
| カティア                    | シャーン・マーシャル     |            |
| トラヴィス                  | フランキー・フェイソン   |            |
| サンディ                    | エイドリアン・レノックス |            |
| アロハ                      | マイケル・メイ           |            |

## サウンドトラック
2008年2月14日にEMIミュージック・ジャパンより発売。